# Salmonella w Benicach (2024)
Trwa dyskusja nad usunięciem tego artykułu, kliknij i weź w niej udział.
Salmonella w Benicach - zbiorowe zatrucie bakterią Salmonella enteritidis w Zespole Szkół Ponadpodstawowych w Benicach w województwie zachodniopomorskim, które miało miejsce w lutym 2024 r. Objawy odnotowano u 61 osób (41 uczniów i 20 nauczycieli), z czego dwie trafiły do szpitala.
Sanepid po otrzymaniu zgłoszenie niezwłocznie przeszedł do działań, w szczególności pobrano próbki wody i żywności oraz wymazy (łącznie 101 próbek!). Podejrzenia pracowników inspekcji padły na podany w stołówce makaron spaghetti carbonara. Ponadto dokonano dezynfekcji kuchni i stołówki.
Trwa dezynfekcja kuchni i stołówki. Sanepid nie stwierdził żadnych zaniechań czy zaniedbań z naszej strony, więc spodziewamy się powrotu na nauki stacjonarnej w przyszłym tygodniu (wypowiedź dyrektorki szkoły z 26 lutego 2024).